# Les Siestes grenadine
Pour plus de détails, voir Fiche technique et Distribution.
Les Siestes grenadine, réalisé en 1999, est un long métrage de Mahmoud Ben Mahmoud, consacré à une description de la société tunisienne, réalisé une dizaine d'années avant la révolution de 2010-2011.

## Thématique
Le film décrit la société tunisienne, son charme et quelques-uns de ses maux : affairisme, corruption, relation difficile avec l'Afrique, relation ambiguë avec l'Europe, différences culturelles entre générations, répression sexuelle, médias maîtrisés par le pouvoir, etc. Le titre, doucement ironique, fait référence à une expression sur les « siestes grenadine », par les chaleurs d'automne qui font mûrir le fruit des grenadiers, avec une profusion de senteurs,,,.

## Synopsis
Un propriétaire terrien revient du Sénégal accompagné de la fille issue d'une liaison avec une Française,.

## Fiche technique
- Réalisation : Mahmoud Ben Mahmoud
- Scénario : Moncef Dhouib et Maryse León García
- Photographie : Gilberto Azevedo
- Musique : Ismaël Lô

## Distribution
- Yasmine Bahri : Soufiya Haydar
- Hichem Rostom ! Wahid Haydar
- Lubna Azabal : Mabrouka
- Kadhir Fardi : Choufik
- Aissa Harrath : Amar (comme Issa Harrath)
- Jamila Chihi : Anissa
- Ahmed Ben Maaouia : Limam
- Denis Mpunga

L'actrice Yasmine Bahri décroche le prix de la meilleure actrice pour son rôle lors du Festival de Cannes junior 2001.